# كيفن هويوس
كيفن هويوس (بالإسبانية: Kevin Hoyos)‏ هو لاعب كرة قدم أرجنتيني، ولد في 25 فبراير 1993 في فوونتين فالي في الولايات المتحدة. لعب مع إستوديانتيس دي لا بلاتا ونادي فيكتوريا.

## وصلات خارجية
- كيفن هويوس على موقع قاعدة بيانات كرة القدم.إي يو (الإنجليزية)
- كيفن هويوس على موقع Soccerway.com (الإنجليزية)